# نزل كاميل باك
نزل كاميل باك (الاسم الرسمي: منتجع وسبا جي دبليو ماريوت سكوتسديل نزل كاميل باك) (بالإنجليزية: JW Marriott Scottsdale Camelback Inn Resort and Spa)‏، هو منتجع تاريخي تملكه مجموعة فنادق جي دبليو ماريوت، يقع على المنحدر الجنوبي لجبل مومي في وادي بارادايس، أريزونا. أُسسه جاك ستيوارت وجون سي لينكولن في عام 1936، وقد جعلته ساهمت شعبيته بين مشاهير هوليوود والقادة السياسيين في نمو المنطقة.
```
وقد كان نزل كاميل باك في عام 2012 واحدًا من ثلاثة فنادق في 
أمريكا الشمالية
 التي حافظت على تصنيف «خمس نجوم» وفق AAAِ منذ بداية تسليم الجائزة في عام 1975. وفي عام 2013، خفَّضت AAA تصنيف الفندق إلى «أربعة نجوم».
[
4
]
[
5
]
```

## لمحة تاريخية
أراد جاك ستيوارت في عام 1930، وهو كاتب وصحافي رياضي من فارجو، نورث داكوتا، بناء فندق على طراز بويبلو الذي يمكن أن يعكس حضارة الجنوب الغربي والأمريكيين الأصليين بدلاً من منتجع على طراز مزرعة مدنية الأكثر شيوعاً. وقد قام جون سي لينكولن -مؤسس لينكولن إليكتريك- بتمويل مشروع ستيوارت، حيث قدَّم مبلغ 200,000 دولار والأرض التي يملكها لينكولن بين سفوح جبل مومي وجبال كاميل باك. كانت الأرض صحراوية نائية واقعة على بعد 12 ميلاً (19 كم) خارج فينيكس ولم يكن فيها ماء أو كهرباء أو خطوط هاتف. جرى بناء المنتجع من الطوب اللبن والذي صُنع في الموقع. كانت النُزل على هئية «منازل صغيرة»، وسميت كل واحدة باسم صبار محلي وزُينت وفق الفن الأمريكي الأصلي.
افتُتح نزل كاميل باك في 15 ديسمبر 1936 تحت شعار «حيث يتوقف الوقت». كان هناك أماكن لإقامة 77 نزيلًا. وعلى الرغم من ضعف الاقتصاد بسبب الكساد العظيم، إلا أن المنتجع حقق نجاحاً فورياً عن طريق خدمة الزبائن الاثرياء.
أدار ستيوارت نزل كاميل باك بوصفه مالكًا جزئيًا حتى عام 1968. وقد استحوذ بيل ماريوت من ماريوت إنترناشيونال على المنتجع في عام 1968، وكان قد أقام في المنتجع لأول مرة مع والديه عندما كان في السادسة عشرة من عمره في عام 1948. عندما قام ماريوت بالشراء، كان النزل لا يزال منتجعاً موسيمياً شتوياً به 170 غرفة وبدون تكييف.
في مارس 2003، جرى تغيير علامة الفندق التجارية رسمياً ليصبح نزل كاميل باك، منتجع وسبا جي. دبليو ماريوت. خضع نزل كاميل باك إلى توسيع وتجديد بقيمة 45 مليون دولار في عام 2008 والتي تضمنت إضافة قاعة حفلات جديدة ومطعمين.

## أماكن الإقامة
يوفر نزل كاميل باك 453 «منزلًا صغيرًا»، بما في ذلك 18 جناحاً أكبر، بعضها به برك سباحة خاصة، وتصل مساحته إلى 125 فدان (0.51 كم2). كما يوجد منتجع صحي وغرفة لياقة بدنية، وغرفة أيروبيك، وستة ملاعب تنس، وملعب لكرة الطائرة، وملعب لكرة السلة ويتضمن المنتجع نادي الغولف كاميل باك وبه ملعبي غولف يحتويان 18 حفرة.

## معرض صور

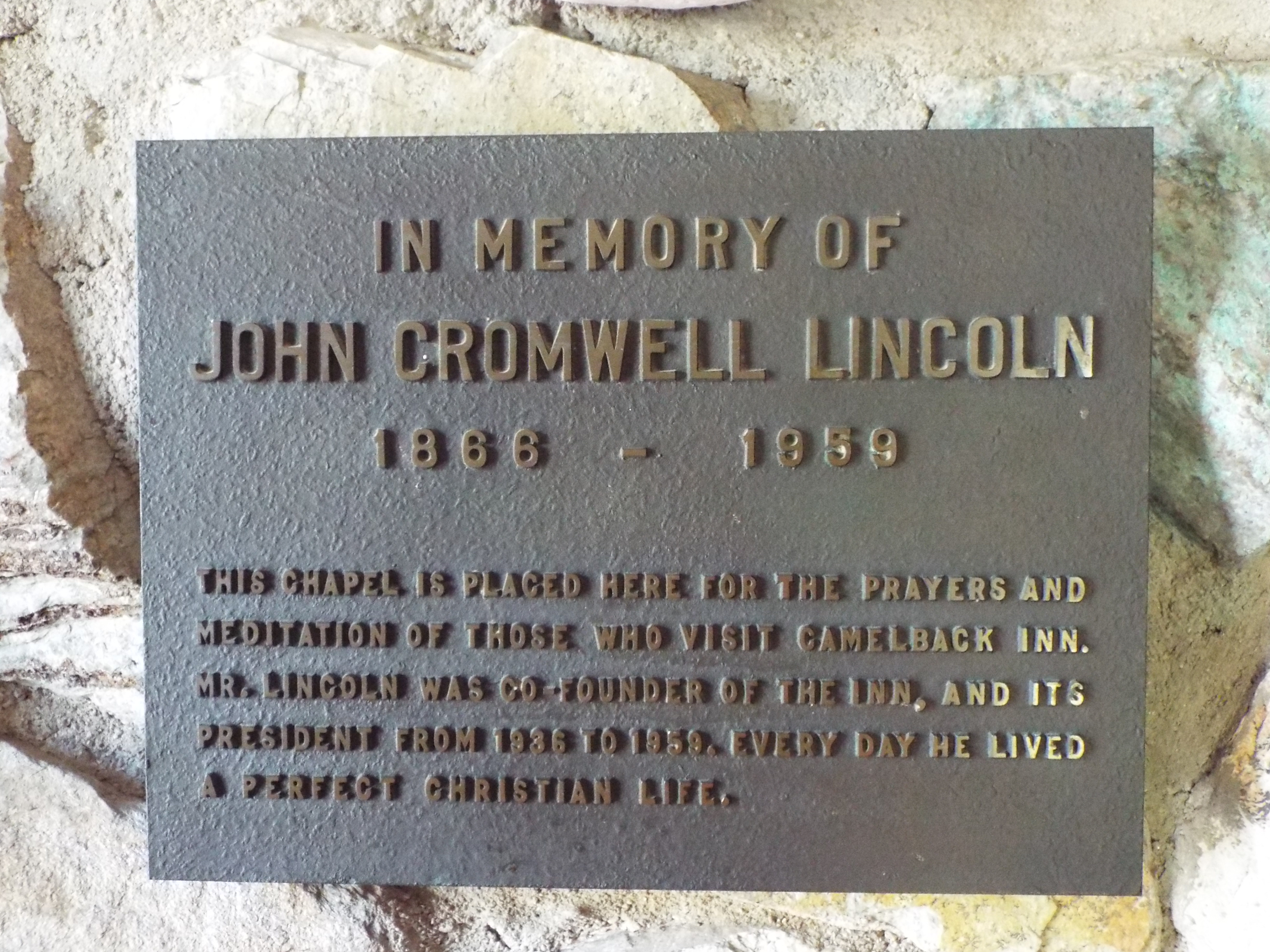
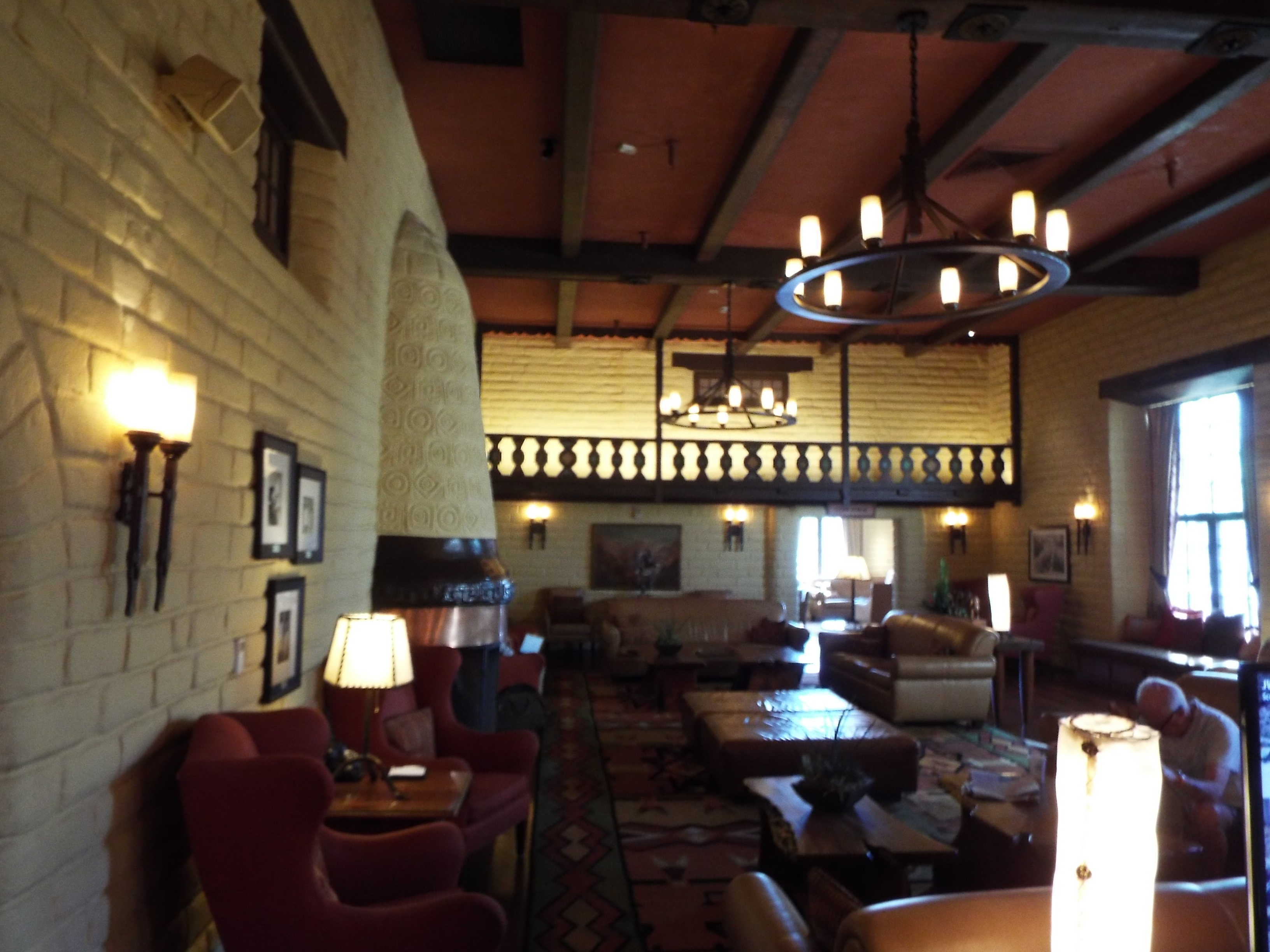
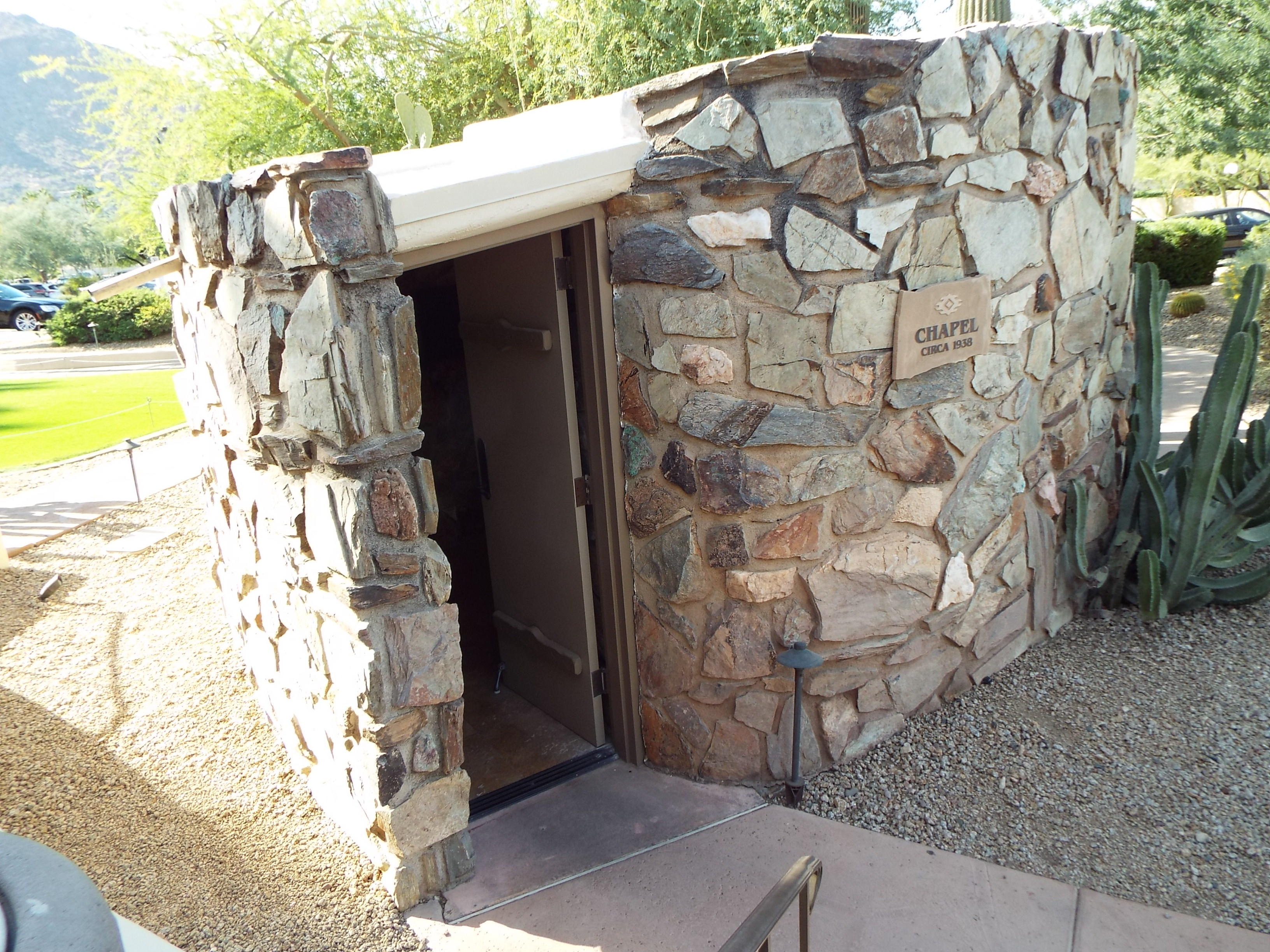
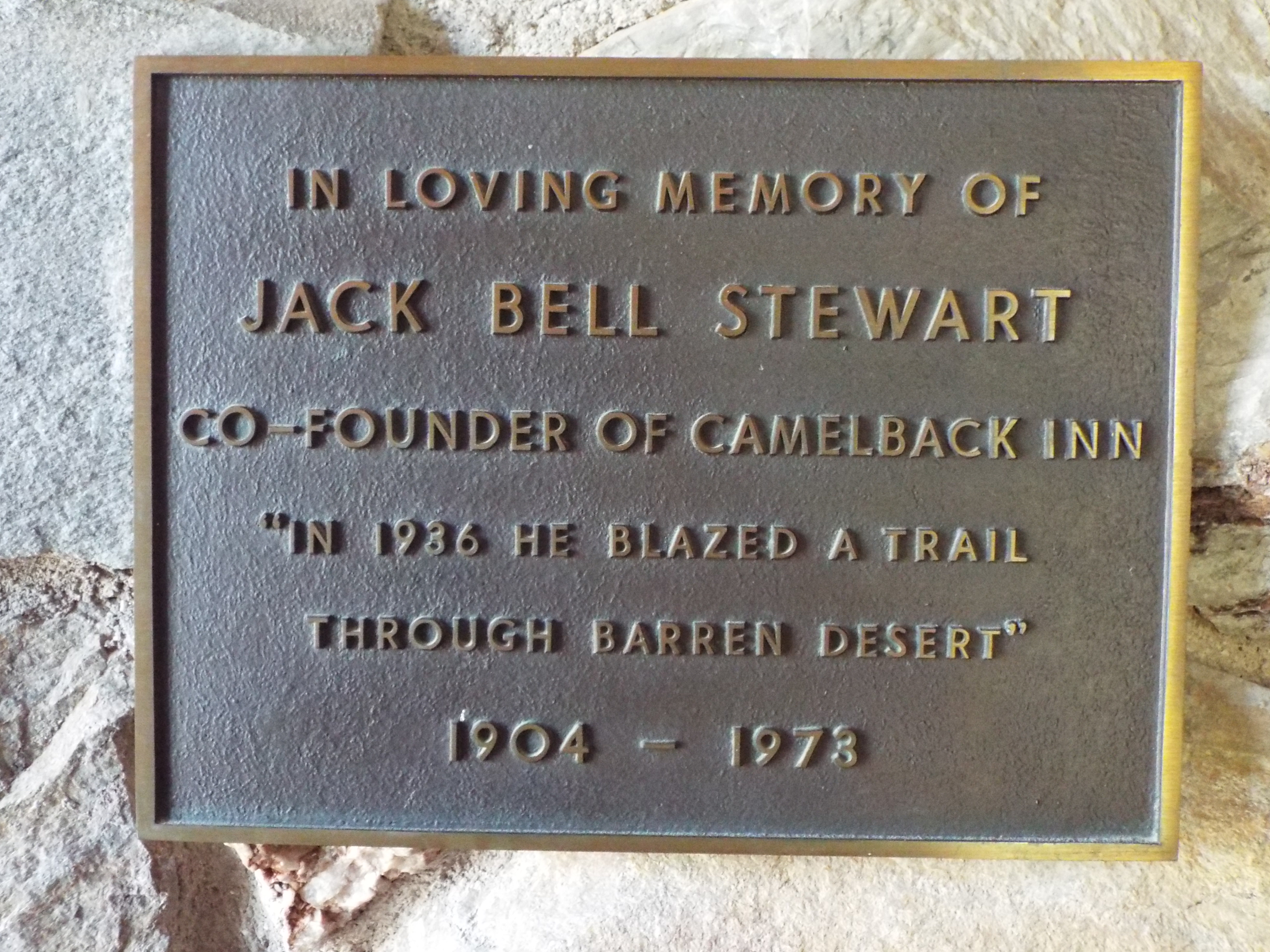
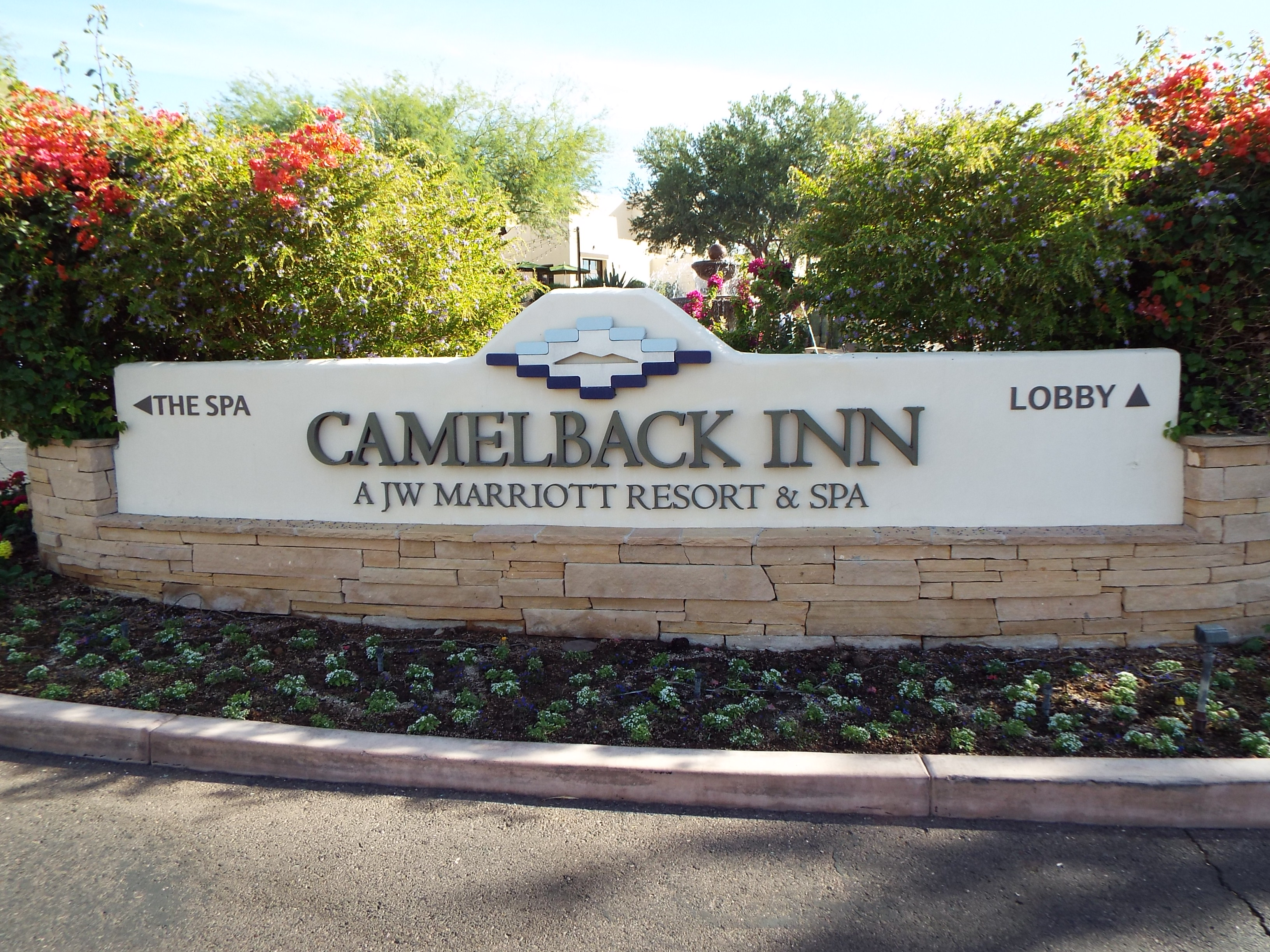
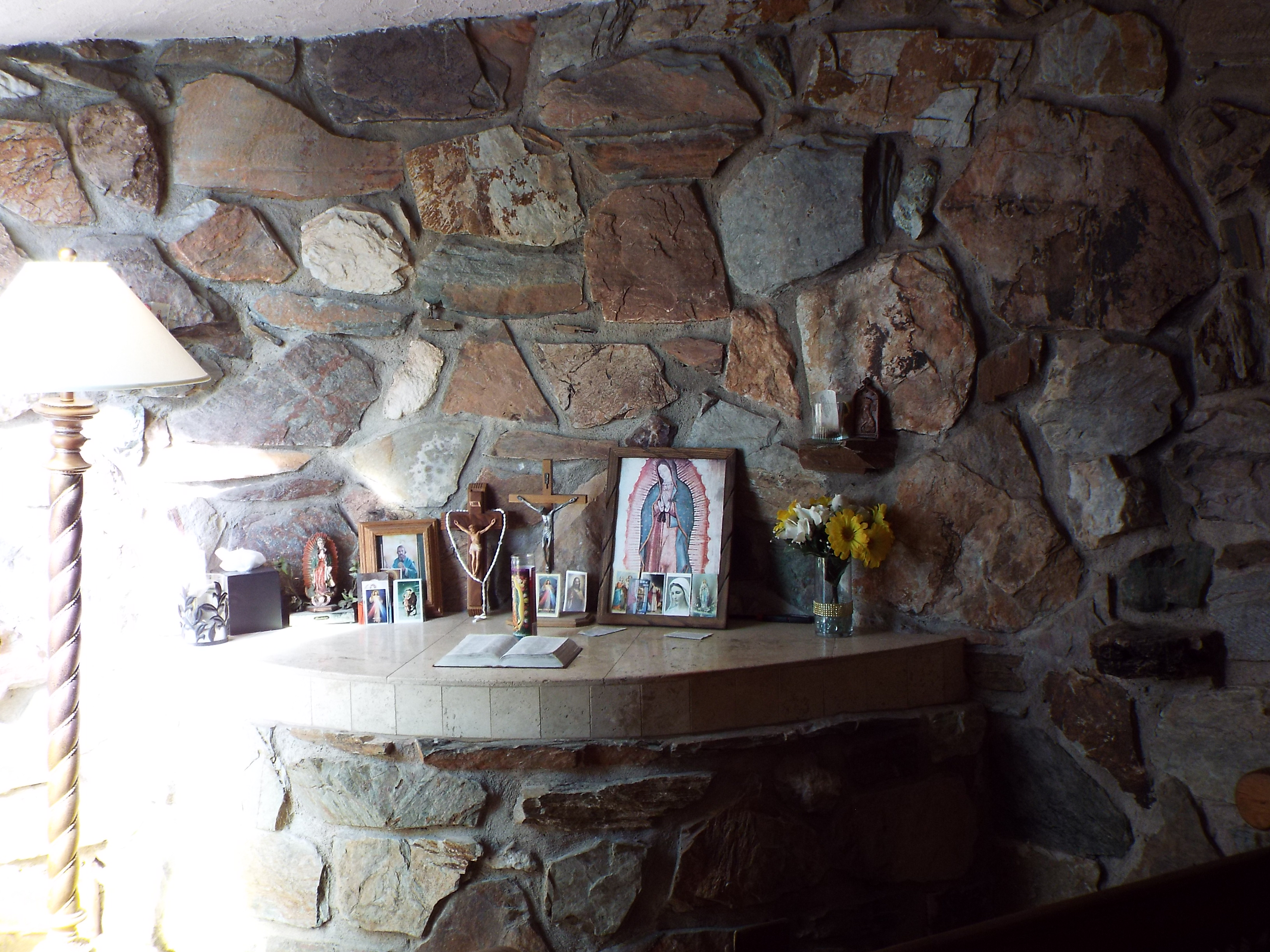